# 国土交通政策研究所

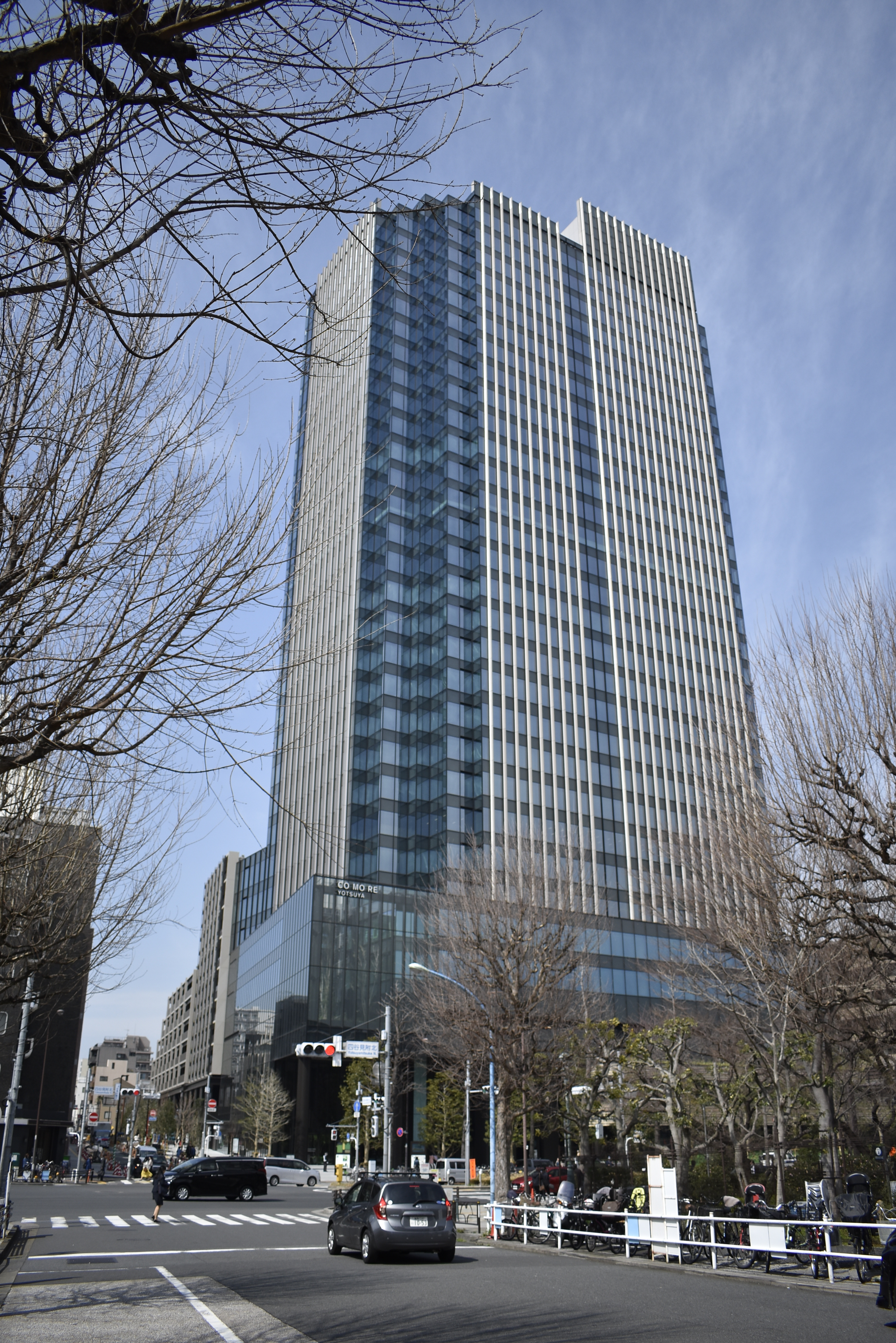
入居する四谷タワー

国土交通政策研究所（こくどこうつうせいさくけんきゅうじょ、Policy Research Institute for Land Infrastructure, Transport and Tourism = PRILIT）は、国土交通省の施設等機関のひとつ。
同省が所管する社会資本整備、交通政策等に関する研究機関で、旧建設省建設政策研究センター及び旧運輸省運輸研修所を母体として平成13年に設置された。略称は「国政研（こくせいけん）」

## 所在
- 東京都新宿区四谷一丁目6番1号 四谷タワー 15階

## 組織
- 所長
- 副所長
- 政策研究官
- 統括主任研究官(2名)
- 研究調整官(2名)
- 主任研究官(4名)
- 研究官(11名)
- 調査員(2名)

## 関係機関
- 国土交通省